# 개중법
개중법(開中法)은 명나라, 홍무 3년에 시행된 세금제도이다. 정부는 호부의 공고를 통해 상인을 모집, 주로 국경 부근의 지정된 장소에 군량을 비롯한 군수물자를 제공하게 했다. 막대한 국방비의 절감을 위해 전국 각지의 상인들로 하여금 병사들에게 필요한 양식과 생활용품을 북변으로 가져오게 하고 대신 증명서를 발급해 주었는데, 이 증명서에는 상인의 이름과 제공한 물자의 양, 그리고 그 양에 상응해서 받을 수 있는 염인의 수량이 기재되었다. 염인(鹽引)이란 염상이 염장에서 소금을 받아 운송․판매하는데 필요한 서류를 말하는데, 명초의 경우 한 장의 염인으로 보통 200근의 소금을 지급받을 수 있었다. 상인이 납부증명서를 지정된 염구의 염운사사에 제출하면, 염운사사에서는 정해진 확인절차를 거친 다음 상인에게 납부증명서에 기재된 수량의 염인을 발급했다. 염인을 수령한 상인은 염장에 가서 소금을 받아, 이 소금을 지정된 소비지역으로 운송하여 판매했다. 운송과 판매 과정에서 상인은 소금과 함께 반드시 염인을 휴대해야 했다. 염인이 없는 소금은 불법적으로 운송된 소금, 즉 사염(私鹽)으로 간주되었다. 명대 중기 이후 요역의 은납화와 일조편법의 완성으로 은경제의 진전에 따라 개중법의 운영에도 변화가 일어났다. 15세기 말 명조는 변경에 군량을 제공하는 대신 각 염구의 염운사사에게 은을 납부하는 상인에게도 염인을 발급하기 시작했다. 이에 따라 변경에 근거지를 두고 있던 상인들 가운데 상당수가 각 염구의 중심도시로 이주했다.